# Santiago de Llallagua
Santiago de Llallagua ist eine Ortschaft im Departamento La Paz im südamerikanischen Andenstaat Bolivien.

## Lage im Nahraum
Santiago de Llallagua liegt in der Provinz Aroma und ist zentraler Ort im Kanton Santiago de Llallagua im Municipio Colquencha. Der Ort liegt auf einer Höhe von 4058 m auf einem 20 km breiten nord-südlich verlaufenden ebenen Abschnitt des bolivianischen Altiplano am Río Pampjasi, der hier in östlicher Richtung die Ebene durchfließt.

## Geographie
Santiago de Llallagua liegt zwischen den Gebirgsketten der Cordillera Oriental und der Cordillera Central im andinen Trockenklima des Altiplano mit einem typischen Tageszeitenklima, bei dem die mittleren Tagestemperaturen stärken Schwankungen unterworfen sind als die jahreszeitlichen Schwankungen.
Die Jahresdurchschnittstemperatur der Region liegt bei etwa 9 °C, die Monatswerte schwanken nur unwesentlich zwischen 7 °C im Juli und 12 °C im Dezember (siehe Klimadiagramm Comanche).  Der mittlere Jahresniederschlag beträgt etwa 560 mm, die Monatsniederschläge liegen zwischen unter 10 mm in den Monaten Mai bis August und knapp über 100 mm im Januar und Februar.

## Verkehrsnetz
Santiago de Llallagua liegt in einer Entfernung von 75 Straßenkilometern südlich von La Paz, der Hauptstadt des Departamentos.
Von La Paz aus führt die asphaltierte Nationalstraße Ruta 2 in westlicher Richtung nach El Alto, von dort die Ruta 1 weitere 47 Kilometer nach Süden bis Calamarca und weiter über Patacamaya nach Caracollo, wo die Ruta 1 weiter nach Oruro im Süden führt und die Ruta 4 ins östlich gelegene Cochabamba abzweigt.
Am westlichen Ortsrand von Calamarca zweigt in südwestlicher Richtung eine unbefestigte Landstraße von der Ruta 1 ab und erreicht nach sechzehn Kilometern Santiago de Llallagua.

## Bevölkerung
Die Einwohnerzahl der Ortschaft ist im Jahrzehnt zwischen den letzten beiden Volkszählungen um etwa ein Sechstel angestiegen:
| Jahr | Einwohner         | Quelle       |
| ---- | ----------------- | ------------ |
| 1992 | keine Detaildaten | Volkszählung |
| 2001 | 578               | Volkszählung |
| 2012 | 674               | Volkszählung |
| 2024 |                   | Volkszählung |

Die Region weist einen hohen Anteil an Aymara-Bevölkerung auf, im Municipio Calamarca sprechen 95,7 Prozent der Bevölkerung Aymara.